# Leonardo D'Ascenzo
Leonardo D'Ascenzo (Valmontone, 31 agosto 1961) è un arcivescovo cattolico italiano, dal 4 novembre 2017 arcivescovo di Trani-Barletta-Bisceglie.

## Biografia
Nasce a Valmontone, allora in provincia di Roma e nella diocesi di Segni, il 31 agosto 1961.

### Formazione e ministero sacerdotale
Entrato nel seminario regionale di Anagni, consegue la licenza in teologia dogmatica e il magistero in scienze della formazione presso la Pontificia Università Gregoriana di Roma (1986) e poi il dottorato in teologia spirituale presso la Pontificia facoltà teologica Teresianum sempre a Roma nel 1988.
Il 5 luglio 1986 è ordinato presbitero, nella collegiata di Santa Maria Maggiore a Valmontone, da Martino Gomiero, vescovo di Velletri e Segni.
Dal 2008 al 2015 è vicedirettore del Centro Nazionale per le Vocazioni della Conferenza Episcopale Italiana. Dal 2015 è rettore del Pontificio Collegio Leoniano di Anagni dopo esserne stato direttore spirituale, vicerettore e responsabile della comunità propedeutica.

### Ministero episcopale

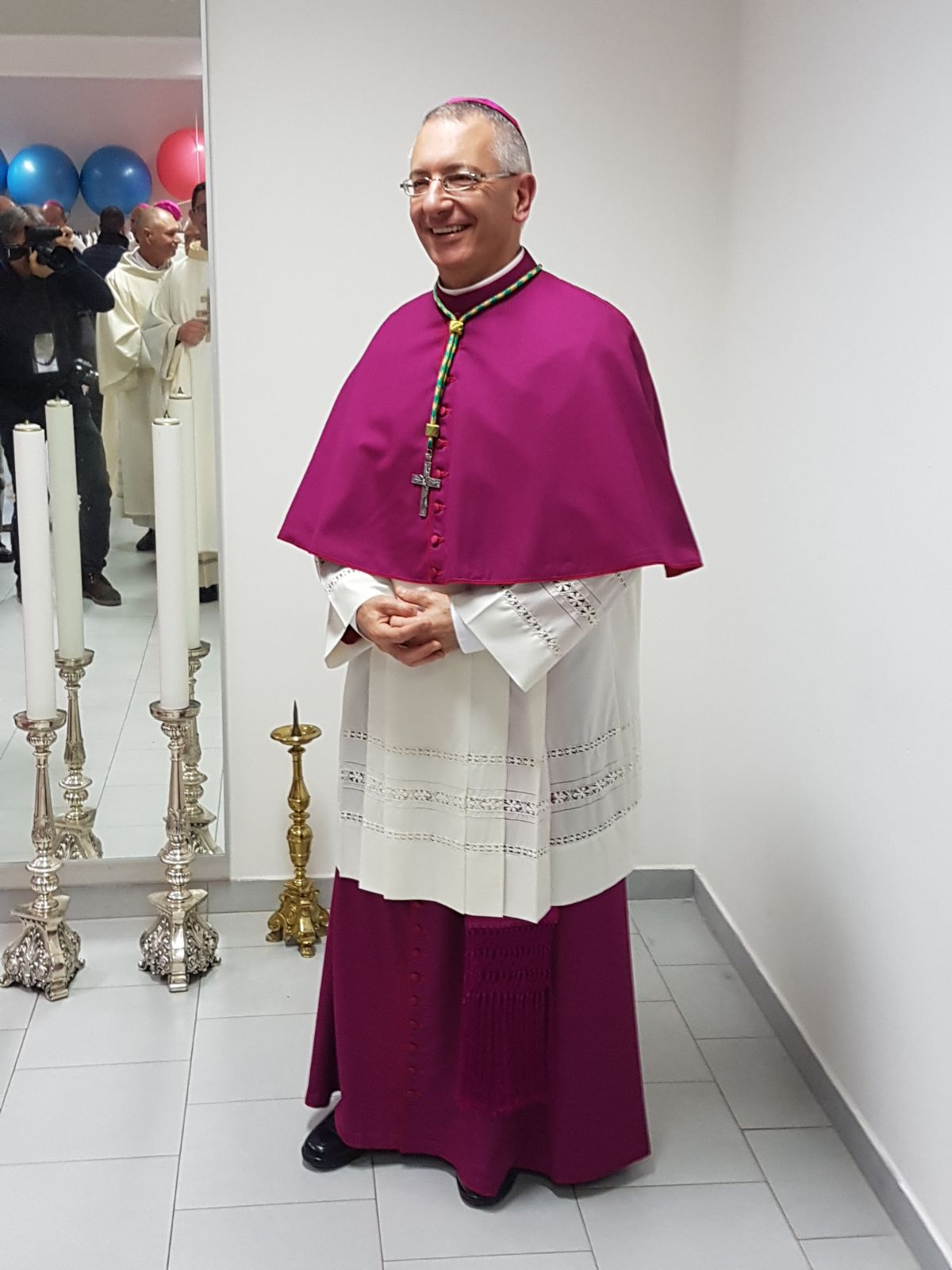
L'arcivescovo nel giorno della sua ordinazione episcopale

Il 4 novembre 2017 papa Francesco lo nomina arcivescovo di Trani-Barletta-Bisceglie; succede a Giovan Battista Pichierri, deceduto il 26 luglio precedente. Il 14 gennaio 2018 riceve l'ordinazione episcopale, nel palazzetto dello sport "Spartaco Bandinelli" a Velletri, dal vescovo di Velletri-Segni Vincenzo Apicella, co-consacranti Francesco Cacucci, arcivescovo metropolita di Bari-Bitonto, e Lorenzo Loppa, vescovo di Anagni-Alatri. Il 27 gennaio successivo prende possesso dell'arcidiocesi, nella cattedrale di Trani. 
Dal 30 settembre 2021 è segretario della Commissione episcopale per il clero e la vita consacrata della Conferenza Episcopale Italiana.

## Genealogia episcopale
La genealogia episcopale è:
- Cardinale Scipione Rebiba
- Cardinale Giulio Antonio Santori
- Cardinale Girolamo Bernerio, O.P.
- Arcivescovo Galeazzo Sanvitale
- Cardinale Ludovico Ludovisi
- Cardinale Luigi Caetani
- Cardinale Ulderico Carpegna
- Cardinale Paluzzo Paluzzi Altieri degli Albertoni
- Papa Benedetto XIII
- Papa Benedetto XIV
- Papa Clemente XIII
- Cardinale Bernardino Giraud
- Cardinale Alessandro Mattei
- Cardinale Pietro Francesco Galleffi
- Cardinale Giacomo Filippo Fransoni
- Cardinale Carlo Sacconi
- Cardinale Edward Henry Howard
- Cardinale Mariano Rampolla del Tindaro
- Cardinale Gennaro Granito Pignatelli di Belmonte
- Cardinale Pietro Boetto, S.I.
- Cardinale Giuseppe Siri
- Cardinale Giacomo Lercaro
- Vescovo Gilberto Baroni
- Cardinale Camillo Ruini
- Vescovo Vincenzo Apicella
- Arcivescovo Leonardo D'Ascenzo

## Araldica
| Stemma | Blasonatura |
| ------ | --- |
|        | D'oro, a due monti di verde uscenti dalla punta, caricati di un fascio di spighe del primo, sormontati da una stella (6) d'azzurro, col capo dello stesso, alla stella (8) del primo. Scudo bucranico, croce astile e galero tipici da arcivescovo. Le parole del motto scelto Messis quidem multa (La messe è molta) sono tratte dal Vangelo secondo Luca (10, 2). |